# Paintball

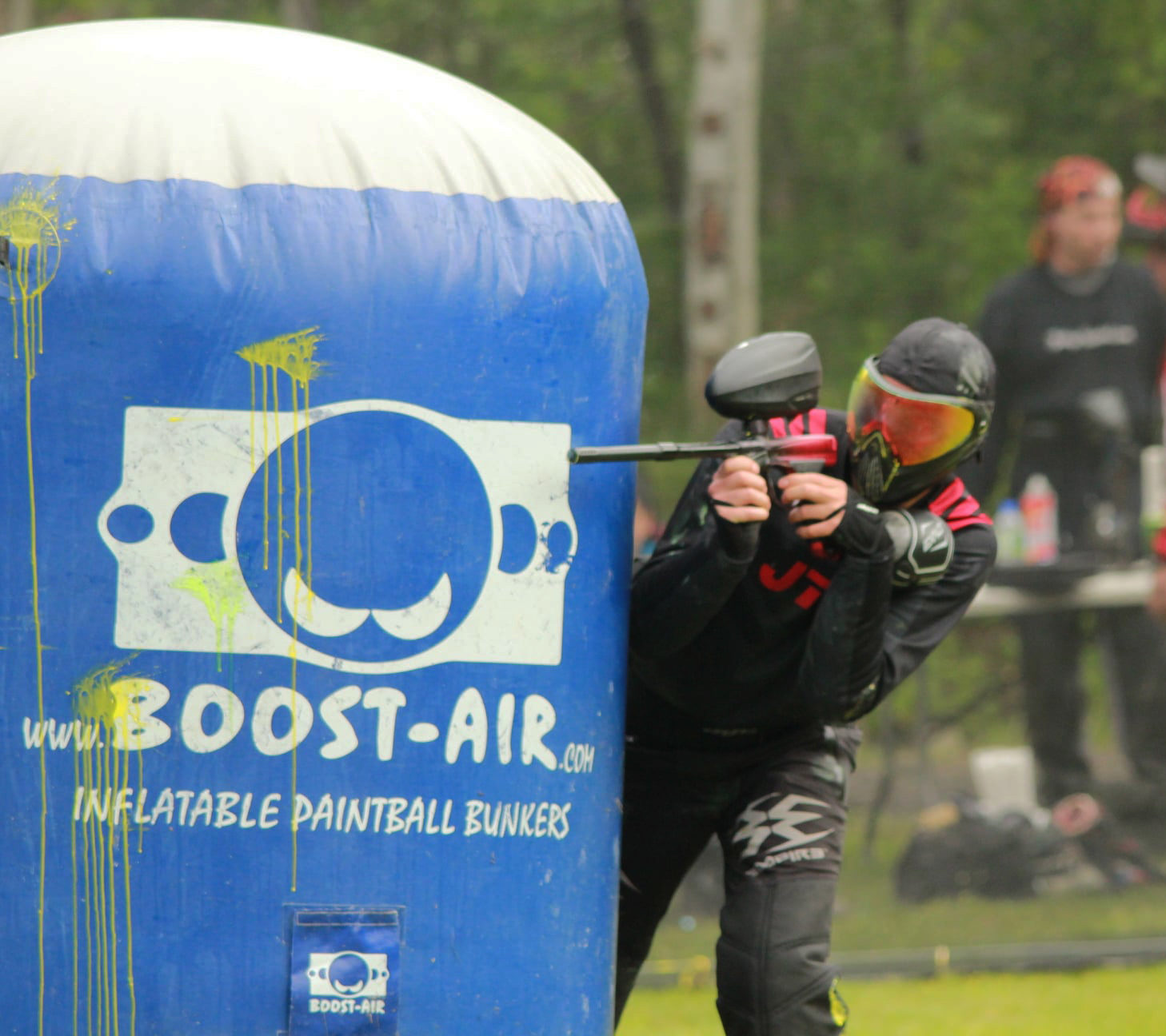
Jugador de speedball en acción.

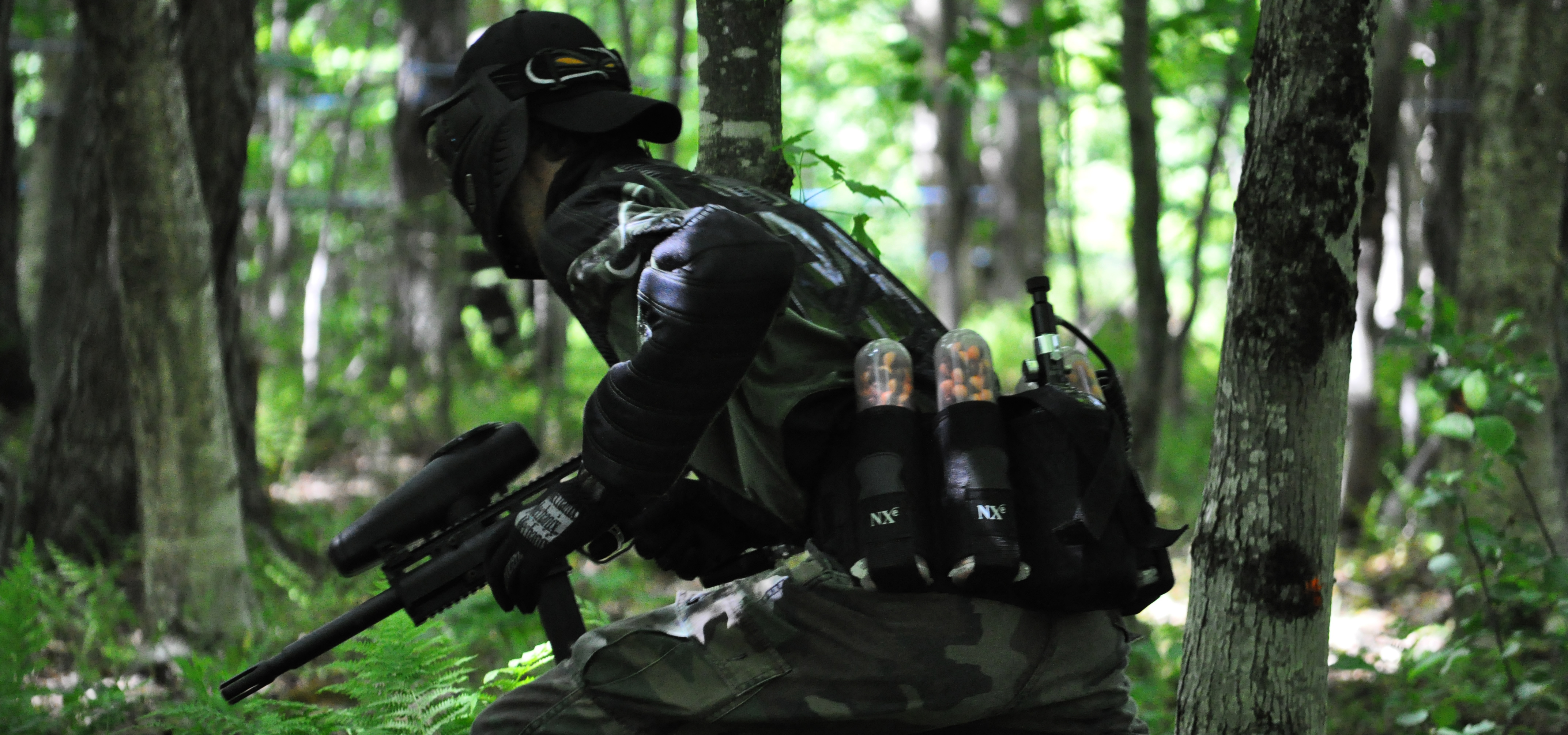
Jugador en acción.

El paintball o gotcha (en español "bola de pintura") es un juego táctico complejo en el que los participantes usan marcadoras de paintball, para disparar bolas de pintura contra los integrantes del otro equipo. Los jugadores alcanzados por bolas de pintura son eliminados del juego, ya sea temporal o definitivamente, dependiendo de la modalidad. Contrariamente a lo que se piensa, es una de las actividades al aire libre más seguras. Las marcadoras, que son accionadas por aire comprimido, CO2 u otros gases, en un comienzo se vendían en los catálogos agrícolas y también podían usarse para marcar árboles.
Normalmente en una partida de paintball se enfrentan dos equipos con el fin de eliminar a todos los jugadores del bando rival o completar un objetivo (como capturar una bandera o eliminar a un jugador concreto). Un juego de paintball típico no profesional suele durar de unos cinco minutos a media hora. El equipo básico necesario para practicar el paintball no es excesivamente caro (aunque sí pueden serlo las marcadoras y demás elementos de gama alta). El número de bolas de pintura disparadas durante una partida varía según la modalidad de juego y de un jugador a otro: algunos disparan cientos, otros unas pocas e incluso algunos no llegan a disparar en todo el juego.
Desde su nacimiento, el paintball ha arrastrado a una multitud de jugadores ocasionales o permanentes. La Sporting Goods Manufacturer's Association estima que aproximadamente 10 millones de estadounidenses juegan anualmente al paintball.
Las partidas de paintball pueden jugarse bajo techo o al aire libre y adoptar diferentes formas, siendo algunas de las más populares el woodsball, el " Milsim" y el torneo o speedball. Las reglas varían ampliamente de una a otra forma, estando diseñadas la mayoría para que los participantes disfruten del juego en un entorno seguro.  También es posible jugar en bosques o en zonas naturales.

## Historia
El paintball comenzó como un juego de caza entre dos amigos en los bosques de Henniker, Nuevo Hampshire. Originalmente fue bautizado como National Survival Game, pues no era considerado un deporte en esa época. En 1976 Hayes Noel, un corredor de bolsa y su amigo Charles Gaines, un escritor, volvían a casa hablando del reciente viaje de Gaines a África y sus experiencias cazando búfalos. Ansiosos por recrear lo horrible de la matanza de animales, e inspirados por la historia de Richard Connel El juego más peligroso, los dos amigos concibieron la idea de crear un juego donde pudieran acechar y cazarse uno al otro.
En los meses siguientes, los amigos discutieron qué clases de cualidades y características hacían que alguien fuera un buen cazador y supervivencialista. Se quedaron atascados, sin embargo, en cómo idear una prueba de esas habilidades. No fue hasta un año y medio más tarde cuando George Butler, un amigo suyo, les enseñó una marcadora de bolas de pintura en un catálogo agrícola. Era una marcadora Nelspot 007 fabricada por la Nelson Paint Company y era utilizada por los ganaderos para marcar vacas. Noel y Gaines compraron cada uno un marcador y mantuvieron un duelo que se convertiría en la primera partida de paintball. Gaines ganó.
Tras esto, los amigos idearon las reglas básicas del juego basándose en las de capturar la bandera (capture the flag), e invitaron a unos amigos y a un escritor de Sports Illustrated a jugar. Llamaron su juego Survival (‘supervivencia’) y un artículo sobre él fue publicado en el número de junio de 1980 de Sports Illustrated. A medida que crecía el interés por el juego, Gaines y Noel crearon una compañía, National Survival Game, y firmaron un contrato con Nelson Paint Company para convertirse en distribuidor exclusivo de su equipo de paintball. Tras esto, licenciaron a franquicias en otros estados el derecho a vender sus marcadoras , pintura y gafas protectoras. Como resultado de su monopolio sobre el equipo, entraron en beneficios en sólo seis meses.
Las primeras partidas de paintball eran muy diferentes a las modernas. Las pistolas Nelspot eran las únicas disponibles. Utilizaban cartuchos de CO2 de 12 gramos, cargaban un máximo de 12 disparos, y tenían que ser amartilladas tras cada tiro. Las máscaras especiales para paintball aún no habían sido creadas, así que los jugadores usaban gafas convencionales que dejaban expuesto el resto de su cara. Las primeras bolas de pintura tenían una base de aceite y por tanto no eran solubles en agua, por lo que las «fiestas de trementina» eran frecuentes tras un día de partida. Las partidas a menudo duraban horas mientras los jugadores se acechaban entre sí, y dado que cada jugador sólo tenía un número limitado de cartuchos, los disparos eran raros.
Entre 1981 y 1983, fabricantes rivales empezaron a crear productos competidores, y fue durante esa época cuando el deporte despegó. La tecnología del paintball se desarrolló gradualmente a medida que los fabricantes agregaban una bomba delantera para hacer el amartillamiento fácil y substituían los cartuchos de 12 gramos por tanques de aire más grandes, comúnmente llamados «aire constante». A estas innovaciones básicas siguieron posteriormente las alimentaciones de gravedad y los codos de 45 grados para facilitar la carga desde la tolva.

## Reglas comunes
A continuación se detallan las reglas más básicas y comunes del paintball. Aunque suele haber poca variación en las reglas de seguridad, los cambios en otras reglas del juego sí son bastante comunes, y los jugadores deben preguntar por las reglas específicas cuando van a jugar.

### Reglas de seguridad

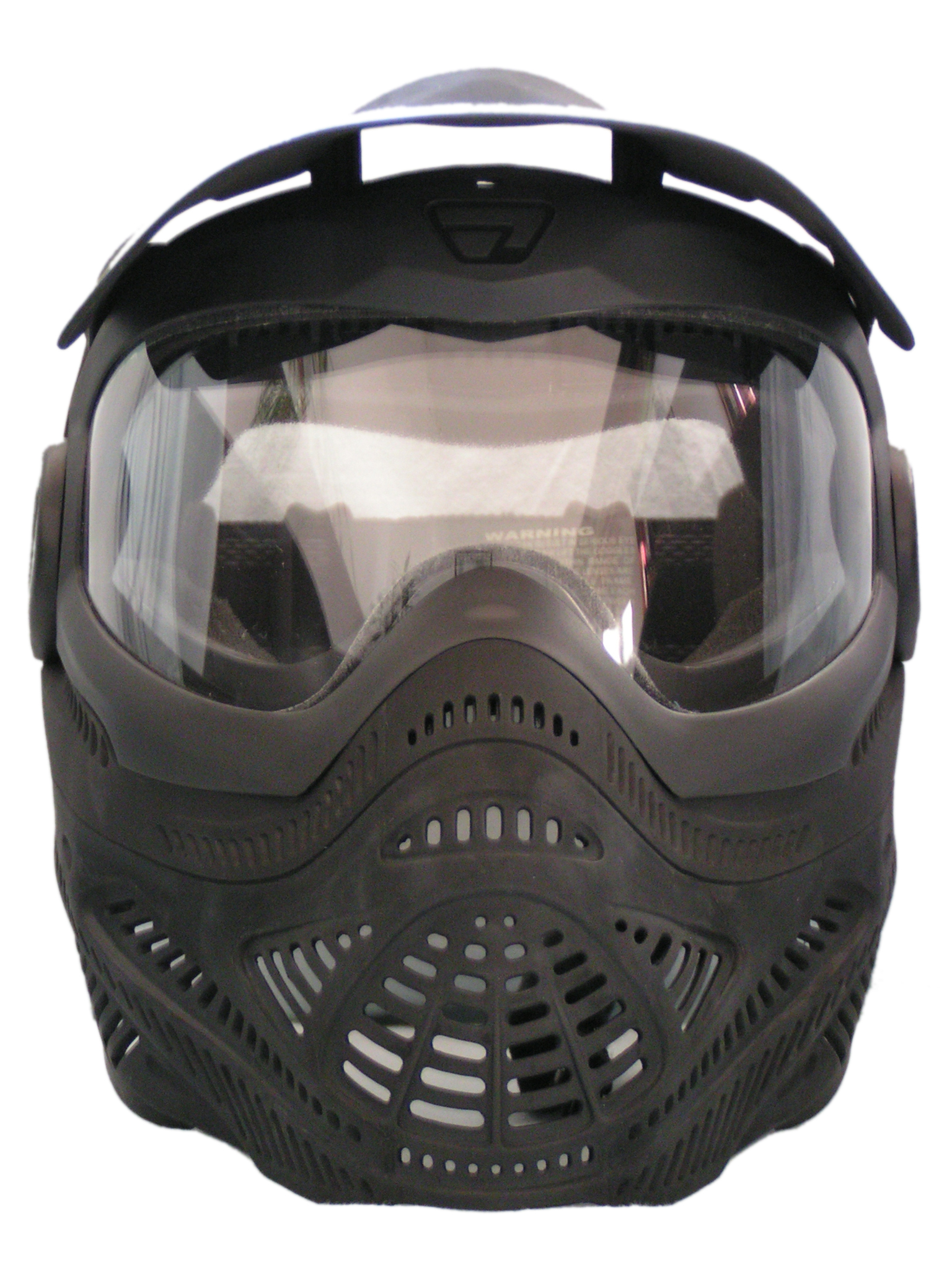
Casco de seguridad.

Como en muchos otros deportes, la participación segura en una partida de paintball exige el respeto de unas reglas de seguridad. La probabilidad de resultar herido en otros deportes de equipo populares es mucho mayor:
1. Ajustar bien la máscara para no sufrir heridas al rostro.
2. Existe un tapón de seguridad, ya que si no tienen el seguro mínimo el tapón detiene la bala.
3. Tener el seguro puesto antes de empezar a jugar.
4. Siempre tener la marcadora apuntando hacia abajo.
5. Respetar distancia o tocar con la marcadora o con la mano al enemigo cerca.
6. La edad no importa, siempre y cuando estén calibradas las marcadoras
7. Cuando te disparen una sola vez levantas la marcadora (Claro dependiendo en que tipo de juego estés)
8. No quitarse la máscara durante el juego, así te hayan marcado.
9. Al encontrarse a un enemigo cerca es de suma importancia decirle una palabra clave para que sepa que esta rodeado y así evitar discusiones

#### Máscara
La regla de seguridad más importante del 'paintball' es que todos los jugadores deben llevar una máscara protectora, normalmente de plástico que cubre toda la cara y se curva sobre las orejas, en todo momento cuando juega o se está cerca de marcadoras sin bloqueo de cañón. Aunque las bolas de pintura no producen heridas permanentes en la mayor parte del cuerpo, los ojos, y en menor medida los oídos, son vulnerables a heridas graves si les impacta una bola de pintura. Las máscaras de paintball se diseñan especialmente para este deporte y son capaces de soportar el impacto directo de una bola de pintura a 90 m/s. Las instalaciones comerciales de paintball y todo deportista exige a los jugadores llevar una máscara específicamente diseñada para este deporte que suele ser de un plástico duro o metal ligero.

#### Velocidad de las bolas de pintura

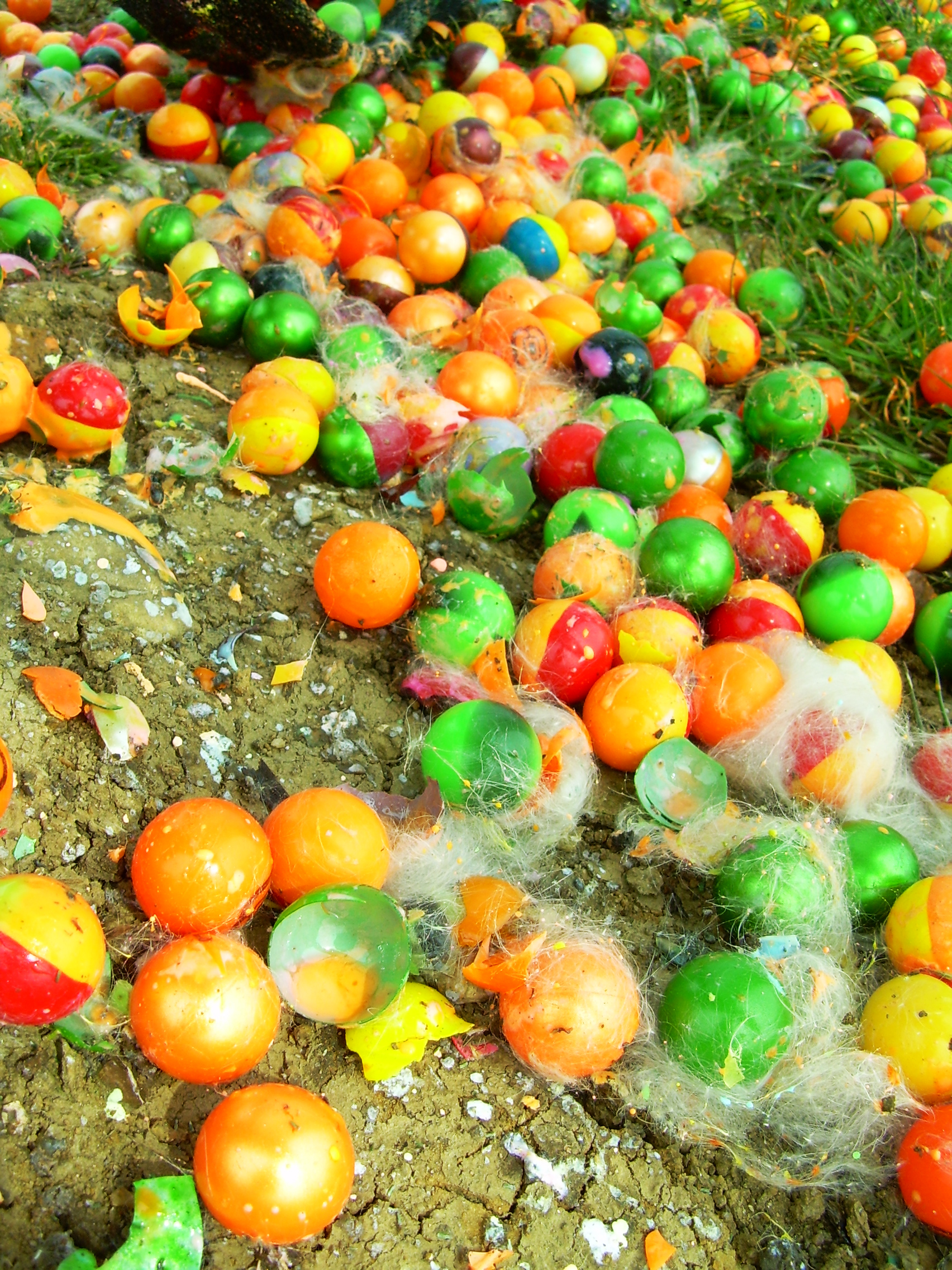
Bolas de pintura.

Además del uso obligatorio de máscaras llamadas también caretas, las marcadoras no deben disparar bolas de pintura por encima de una determinada velocidad. Las bolas de pintura disparadas a más de 90 m/s provocan grandes hematomas y pueden romper la piel e incluso los dedos. Muchas instalaciones comerciales de paintball exigen una velocidad menor, normalmente de unos 65 - 80 m/s (200 - 265 fps), para tener así un margen de seguridad extra. Velocidades incluso menores pueden ser dolorosas en distancias cortas, lo que debe evitarse en lo posible. Los jugadores visten a veces gruesas chaquetas y guantes para cubrir toda su piel. El máximo permitido de velocidad para una bola se ha estandarizado en 300 pies por segundo (90 m/s).
La velocidad de las bolas de pintura puede medirse con un  (mal llamado cronógrafo; de la abreviatura inglesa chrony), los cuales son frecuentes en las instalaciones comerciales de paintball, pero deben adquirirse si se juega fuera de ellas. Aquellos jugadores que juegan sin ajustar la velocidad de salida de las bolas de pintura se arriesgan a sufrir heridas, ya que los cambios en la temperatura, la humedad y la presión atmosférica pueden afectar dicha velocidad, debiendo comprobarse ésta varias veces a lo largo del día. Las marcadoras también deben cronografiarse después de cualquier ajuste o reemplazo de cualquiera de sus partes, pues esto podría alterar significativamente su velocidad de disparo.

#### Dispositivos de bloqueo del cañón
Todos los jugadores deben usar algún tipo de dispositivo de bloqueo del cañón en sus marcadoras cuando no están participando activamente en una partida. Estos dispositivos suelen tener la forma de una pequeña bolsa o tapón (conocidas como cordón o chupete del cañón) que cubre el extremo del cañón y se sujeta en su lugar mediante un cordón elástico enrollado a la marcadora. El calcetín del cañón atraparía así cualquier bola de pintura disparada por accidente. Antes de su introducción a finales de los años 1990 los dispositivos de bloqueo del cañón más usados eran los tapones (también llamados chupetes), unas piezas de plástico duro con anillos de goma que se introducían por el extremo del cañón. Debido a que estos tapones podían caerse o salir disparados del cañón si se producían disparos accidentales, las instalaciones comerciales obligan actualmente como medida estándar de seguridad a usar los calcetines. Las marcadoras más modernas cuentan con un sistema de bloqueo de seguridad, en el que un botón en el lateral de la marcadora bloquea el gatillo. Sin embargo, incluso con este añadido, los jugadores deberían siempre usar un dispositivo de bloqueo del cañón.

### Eliminación de los jugadores
Los jugadores serán eliminados cuando sean impactados por varias balas.

### Rendición
Algunas reglas exigen que un jugador a cierta distancia de un oponente que no le haya visto (normalmente de 5 a 7 m) debe pedir a este que se rinda (gritándole una frase previamente acordada) antes de dispararle. Si el oponente accede verbalmente o levantando las manos o la marcadora, se consideran alcanzados y eliminados de la partida. Por el contrario, si rehúsan o intentan cualquier acción hostil (como girarse para disparar), el jugador que pidió la rendición puede disparar. Sin embargo, mientras espera respuesta este jugador puede ser alcanzado por los disparos de otros jugadores. Ser alcanzado desde tan corta distancia por una bola de pintura puede resultar doloroso, y se considera educado y de buen deportista ofrecer al oponente la oportunidad de rendirse siempre que sea posible en lugar de dispararle innecesariamente desde una distancia muy corta.
En casi todos los torneos no se contempla la rendición, y si un jugador sorprende al oponente con la guardia baja tiene libertad para dispararle. Tácticas tales como el run through, consistente en correr por el campo disparando a tantos contrarios como sea posible, se han desarrollado con el tiempo y son muy importantes. Otro movimiento popular es el bunkering, en el que un jugador carga contra un búnker o barricada tras el que se protege un oponente y le dispara desde arriba o desde los lados.  Estas reglas no están contempladas en el paintball profesional y solo se suelen aplicar en juegos recreativos.

## Tipos de juegos

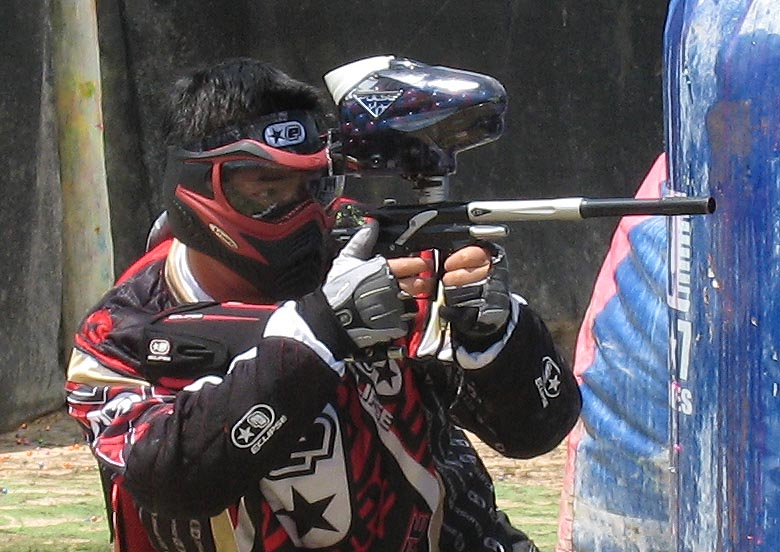
Jugador profesional de paintball.

### Variantes básicas
- Capturar la bandera: Un equipo debe capturar la bandera de la base del oponente en el lado contrario del campo y volver a su propia base para ganar la partida.
- Centerflag: Parecido a capturar la bandera, salvo porque hay una sola bandera en un lugar neutral del centro del campo. La victoria se logra capturando esta bandera y llevándola a una zona prefijada, normalmente el lugar de partida del equipo oponente.
- Eliminación: El objetivo es eliminar a todos los miembros del equipo rival.
- X-Ball: Una versión más moderna de Centerflag, parecida al hockey, en la que participan equipos de 5 miembros por bando, en 2 rondas, enfrentándose durante un periodo de tiempo, ganando la partida el equipo que logre más puntos..

### Woodsball ó RecBall
Se llama woodsball al paintball que se realiza en zonas boscosas (en algunos países se lo llama RecBall). De hecho, este deporte empezó como un entretenimiento practicado en estas zonas, aplicándose con mayor frecuencia las variantes de capturar la bandera y eliminación. El woodsball permite la participación de cualquier número de jugadores con una gran variedad de tipos de búnkeres. El tamaño y orografía del campo típico de woodsball hacen difícil que un jugador pueda ver más de una pequeña parte del mismo en cualquier momento. Este alcance limitado del campo junto con el normalmente elevado número de participantes hace que las partidas de woodsball normalmente duren más tiempo que las de otras modalidades. Muchos campos de woodsball tienen sus propias variantes de las reglas a aplicar. El woodsball da a los jugadores la libertad de enfrentarse en escenarios típicos y no tan típicos, como emboscadas, asaltos sobre posiciones fortificadas y protección de VIPs. El woodsball puede practicarse todo el año, aunque las partidas con tiempo frío a menudo dificultan el uso de las marcadoras de CO2 al impedir las bajas temperaturas la correcta expansión del gas. Practicar woodsball bajo condiciones atmosféricas cambiantes aumenta el desafío al que deben enfrentarse los jugadores.
Uno de los elementos más conocidos del woodsball es el francotirador de paintball, que rara vez participa en otras modalidades que no sean el woodsball y su primo cercano el scenarioball. 
El woodsball nunca debe practicarse cerca de carreteras, caminos, zonas de acampada o cualquier otro lugar donde puedan haber personas que no participen en el juego.

### Scenarioball
Las partidas de scenarioball o ‘paintball de guion’ se basan en una línea argumental o temática, permitiendo así la participación de una amplia gama de niveles de habilidad de los jugadores y un número incluso mayor de participantes. Estas partidas pueden durar desde unas pocas horas hasta varios días. Los objetivos cambian según el guion acordado pero la cooperación es un tema principal en las partidas.

### Woodsball Competitivo
Existen varios formatos sin embargo el más reconocido es el de la ULTIMATE WOODSBALL LEAGUE, UWL, por sus siglas en inglés, este formato es creación de Tom Cole, antiguo directivo de la PSP y NPPL.  La UWL usa un formato de paintball competitivo en bosque a la vieja escuela, . Es un formato donde se enfrentan equipos de 10 hombres o 5 hombres . La UWL toma las mejores partes del paintball de torneo y las lleva al bosque o entorno de escenario, y que permite registrar y rastrear las puntuaciones de cada equipo y jugador a nivel mundial.

### Speedball
El speedball (‘bola rápida’) es un tipo de paintball basado más en la velocidad y el movimiento adicional que las otras variantes, por lo que las partidas suelen ser más rápidas. Se desarrolló a partir de los torneos de paintball (o tourneyball) que se jugaban en los campos de woodsball desde principios de los años 1980, pero evolucionó gradualmente hacia sus propios campos planos, artificiales, bien iluminados, con colores brillantes y comparativamente más pequeños. Aunque la mayoría de los torneos actuales son de speedball, también es popular entre los jugadores ocasionales, y la mayoría de las instalaciones comerciales de paintball cuentan con zonas separadas o pistas bajo techo especialmente diseñadas.
Los equipos suelen contar con tres a diez miembros, a menudo uniformados. Los puntos se logran típicamente por capturar la bandera del oponente, llevarla al punto de partida, capturar o mantener bajo control una posición u objetivo, eliminar oponentes o contar con jugadores no eliminados al final de juegos. Las reglas suelen ser estrictas, descartándose las salpicaduras, pero contando como blancos los impactos directos en cualquier parte del cuerpo o el equipo, incluyendo la marcadora. Cada partida puede ser diferente, gracias al uso de obstáculos artificiales que suelen ser fácil de mover, una característica muy atractiva para los torneos que se celebran a gran velocidad.
El speedball se define también por la exclusión del camuflaje, la rápida resolución de las partidas, los disparos a quemarropa y la exigencia de buenos reflejos e instinto. Muchos lo prefieren por la segura subida de adrenalina que supone, a diferencia de otras variantes como el woodsball. Además, se presta mejor a la asistencia de público, lo que a atrae a muchos jugadores ávidos de actuar para seguidores, amigos y oponentes que siguen la partida fuera del campo de juego.
En el Speedball los participantes juegan dentro de un terreno de juego delimitado, con unas reglas y normas establecidas, con árbitros para hacerlas cumplir o aplicar los correspondientes castigos o faltas en caso de incurrir en algún comportamiento incorrecto. Las normas básicas delimitan que el área de juego conocida como "in-bounds" debe medir 45.72 x 36.58 metros más un espacio de 3.05 metros hacia los lados conocido como "out-of-bounds"  , los obstáculos deben ser hinchables reglamentarios, y su número también está delimitado por las normas según el número de jugadores que participen. Está terminantemente prohibido limpiarse un impacto, disparar por encima de 12.5 bolas por segundo (1 cada 80 milisegundos), o a más de 300 pies por segundo ( fps ). 
Por eso el Speedball se ha transformado en un deporte por encima de otros juegos de guerra o tácticos.

### XBALL
La modalidad XBALL (‘XBALL RACE TO #’) es un tipo de paintball que está basado en un campo con obstáculos situados en una cuadrícula de 3 por 3 metros en un terreno de juego con 45 metros de longitud y 36 metros de amplitud. Dentro de esta modalidad podemos encontrar la versión de 3 jugadores contra 3 jugadores o 10 jugadores contra 10 jugadores, pero la más extendida y que se usa para las competiciones oficiales tanto en equipos profesionales ,semiprofesionales o amater es la de 5 jugadores contra 5 jugadores.
Empezaran los cinco jugadores de cada equipo desde un extremo del campo en la zona de "BREACK", que suele ser un obstáculo inflable como los que se encuentran en el campo o un valla que delimite la zona, siendo el obstáculo inflable el más habitual en las competiciones.Después de la señal de 10 segundos sonará la bocina de salida y los cinco jugadores de cada equipo ejecutaran la estrategia planeada con anterioridad en la zona de jugadores, pudiendo ser esta más o menos agresiva o defensiva, dependiendo del marcador, el tiempo de juego y la estrategia tomada por el equipo.
Durante las partidas en la zona del jugadores, PIT ZONE, se encuentra la opción de tirar la toalla "TOWEL" , opción que puede usar el equipo que va perdiendo la ronda para no perder tiempo y poder replantear las jugadas para remontar los puntos. Ejemplo: a los pocos segundos de la partida quedan pocos jugadores de tu equipo o un solo jugador y el equipo rival va perdiendo tiempo porque la puntuación va a su favor si terminara el tiempo, de esta manera se tira la toalla, se pierde un punto pero no tiempo para poder remontar "COME BACK "
La finalidad de esta modalidad es tocar la base del equipo contrario, donde se sitúa un pulsador que debe ser tocado por un jugador sin ningún impacto en su cuerpo o equipación. Siendo esto así y después del chequeo del árbitro, se daría el punto por ganado, de lo contrario se le daría por perdido, dado que también recibiría una penalización de 3 jugadores por 1 por seguir jugando impactado.
De este modo puede estar algún jugador del equipo contrario sin impactar al tocar la bocina de la base del equipo contrario y también ganar la partida.
Dentro del campo nos podemos encontrar a 8 árbitros que controlaran la partida, y un jefe de árbitros en el exterior constantemente en comunicación con ellos.
Actualmente nos podemos encontrar ligas como la www.nxlpaintball.com que es la de mayor importancia con un circuito en Europa y Estados Unidos , Champions Paintball Series a nivel Europeo y diferentes ligas en los países europeos.
Donde podemos encontrar mayor número de ligas y torneos es en los Estados Unidos y Sudamérica.

## Equipo parapaintball

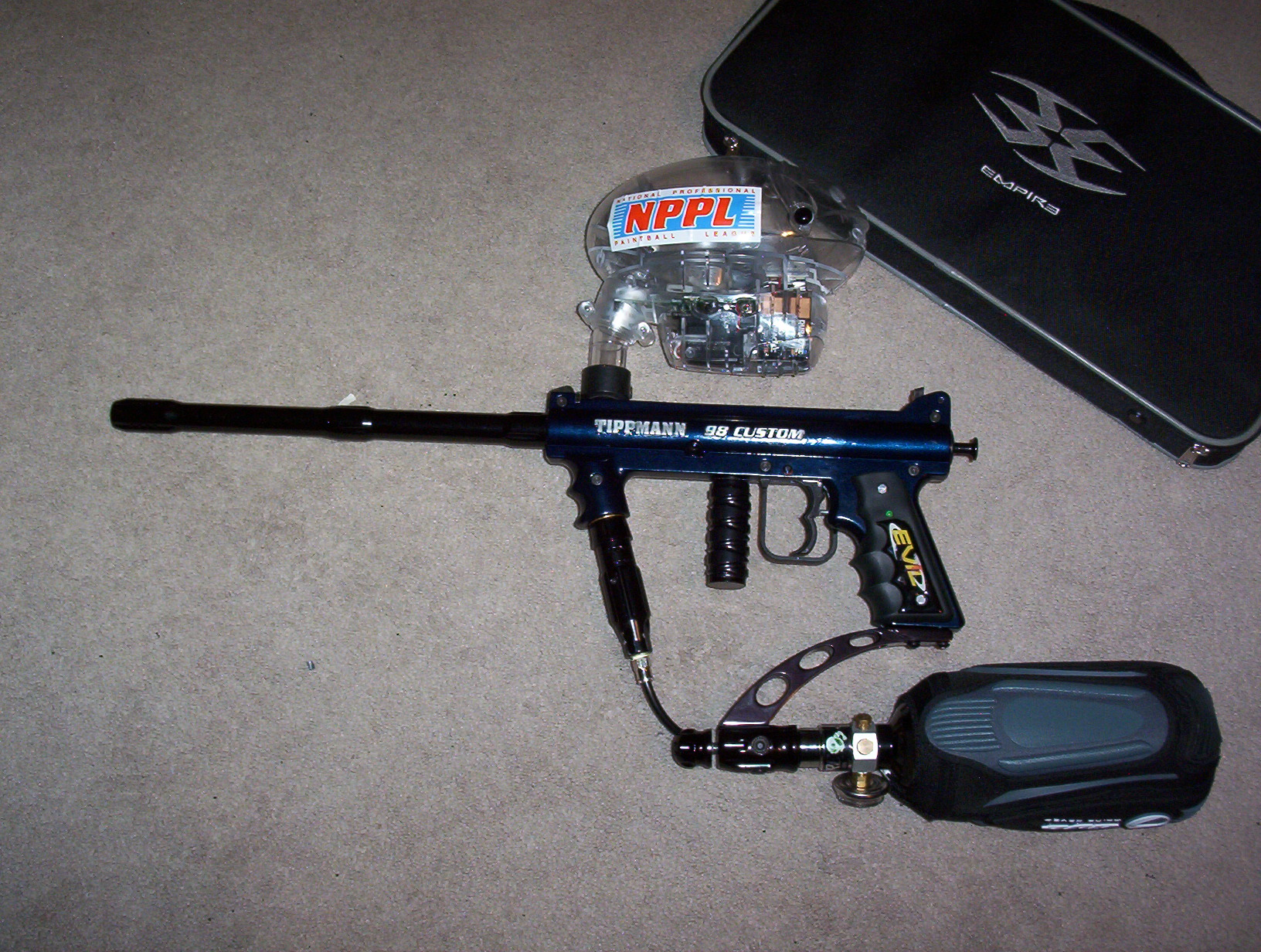
Marcadora.

Cada jugador debe usar obligatoriamente:
- Una marcadora para disparar bolas de pintura.
- Máscara facial diseñada para proteger los ojos y la cara de los impactos.
- Bolas de pintura, cápsula de gelatina del tamaño de canicas (calibre 0.68) rellenas de «pintura» (polietilenglicol coloreado).
- Fuente propelente: cápsulas de aire, nitrógeno o CO2 a presión para disparar las bolas de pintura (puede ir agarrada a la pistola o al mismo cuerpo del jugador, en el portapods).
- Cargador de bolas de pintura (hopper) para llevar y alimentar de bolas de pintura la marcadora. El hopper puede ser automático o de gravedad. Los Hoppers de gravedad alimentan normalmente de 2 a 5 bolas de pintura por segundo. Mientras un hopper automático puede alimentar la pistola hasta 50 bps, sin maltratarlas, ya que tiene un motor que lo impulsa a alimentar la pistola más rápido.
- Calcetín o tapón de cañón para evitar disparos accidentales cuando no se esté jugando.
- Ropa adecuada para correr, agacharse, arrastrarse, etc.
- Calzado adecuado al terreno y cómodo para correr; también es importante la sujeción de los tobillos.

Según el tipo de juego resulta también frecuente el uso de cierto equipo adicional:
- Guantes, coderas y rodilleras-
- Portapods. Componente entre un cinturón y una riñonera para transportar los pods, que son pequeños tubos contenedores de bolas de paintball, con una capacidad de entre 100 y 200 bolas.
- Material para limpiar el cañón de la marcadora en caso de rotura accidental de alguna bola de pintura. (Squelle)
- Protector para el torso.
- Protector para el cuello.
- Sombrero, gorro de lana o pañuelo para el pelo.
- Ropa de camuflaje.

## Tácticas y estrategias
Como muchos otros deportes, el paintball necesita el trabajo de equipo tanto como el individual e incluso la habilidad individual de los jugadores. Un equipo bien organizado trabajando conjuntamente puede derrotar a uno cuyos jugadores estén desorganizados, incluso aunque los miembros de este sean más habilidosos o cuenten con mejor equipamiento. La comunicación es crucial para derrotar a los equipos oponentes.

## Prohibiciones de su uso
En varias legislaciones el uso del paintball se ha regulado, pues se lo considera perjudicial a nivel educativo, enseñando la guerra como una actividad lúdica. Hay controversia en este tema, puesto que el speedball ha pasado de ser una simulación de la guerra a un deporte reconocido.

### Argentina (regulación de la edad del jugador)
En la provincia de Buenos Aires, la ley 14.492 aprobada en diciembre de 2012 regula su uso: está totalmente prohibido para menores de 18 años y sólo puede ser jugado por jóvenes de entre 16 y 18 años con una autorización escrita de los padres o responsables a cargo. En un principio, la iniciativa legal propuso la prohibición total para los jugadores menores de 21 años, pero ello fue rechazado por inconstitucional. Las sanciones también son establecidas por la ley, como 30 días de trabajo comunitario u otras modalidades.

### España (regulación de la edad del jugador)
En España el Real Decreto 137/1993 de Reglamente de intervención de armas prohíbe jugar al Paintball a menores de 14 años por tratarse de marcadoras profesionales que utilizan aire comprimido. Por tanto los chicos y chicas mayores de 18 años podrán jugar en cualquier campo de paintball. Los participantes de 14 a 17 años podrán jugar en los campos de paintball profesionales aportando una autorización paterna. Los menores de 14 años deberán jugar a la nueva modalidad de paintball infantil, en auge desde mayo de 2016.

## Paintball infantil o Paintball para niños
En esta modalidad de Paintball pueden participar todos los niños y niñas menores de 14 años y mayores de 8 años según la legislación española. Se practica con las mismas protecciones que la modalidad de adultos (guantes, máscara, mono y peto). La diferencia radica en la marcadora que se usa, ya que al no poder utilizar aire comprimido, éstas utilizan un sistema de muelle para disparar bolas biodegradables de menor calibre (Calibre 50, en vez de calibre 68 que utilizan los adultos). Consulta preguntas frecuentes aquí: https://www.actionlive.es/paintball-ninos

## Alternativas similares alpaintball
- El airsoft utiliza réplicas idénticas de armas de fuego reales que disparan bolas de plástico de 6mm de diámetro y principalmente simula combates militares auténticos, a menudo con uniformes y equipamiento a juego.
- El laser tag o laser combat usa dispositivos parecidos a pistolas o réplicas de armas reales que emiten rayos láser invisibles. Los jugadores llevan equipamiento electrónico, normalmente un simple chaleco en el caso del "laser tag", o sensores en piernas, brazos y sobre todo cabeza, que vibra, hace ruido y evita que el emisor de láser pueda ser disparado tras ser alcanzado por un oponente. Las partidas debían celebrarse bajo techo y con poca luz en sus inicios, en los últimos años la tecnología permite practicarlo en cualquier escenario, la precisión y el largo alcance es ideal para grandes entornos abiertos. Las instalaciones suelen incluir estructuras que sirven de obstáculos así como objetivos y bases. Es perfectamente configurable en la misma marcadora o mediante un sistema informático que monitoriza el juego a distancia, este proporciona detalladas estadísticas de los equipos y jugadores. Q-Zar es la mayor compañía dedicada al negocio del láser tag.
- El Nerf es una afición y deporte no oficial que usa juguetes Nerf o de marcas parecidas modificados y que se práctica de forma similar al paintball. Es más barato, simple, fácil y seguro que el paintball. Es popular entre los niños.
- El Paintball Infantil es una modalidad adaptada para menores a partir de 8 años. Se utiliza material específico para esta modalidad, que incluye marcadoras con muelle (en vez de aire comprimido) y que propulsan las bolas a una velocidad mucho menor que las marcadoras habituales. Las propias bolas también son diferentes; son de menor tamaño y más blandas, evitando así cualquier tipo de dolor al impactar. Pese a todo ello, se requiere el uso de protecciones al igual que en el paintball convencional. Este tipo de Paintball es cada vez más demandado para celebraciones infantiles, como cumpleaños.